# Mistrz Fitzwilliam 268
Mistrz Fitzwilliam 268 – anonimowy iluminator i miniaturzysta francuski, czynny w latach 1470-1480.
Po raz pierwszy iluminacje artysty wyodrębnił historyk i kurator Muzeum Sztuki w Bazylei Bodo Brinkmann w latach 1992-1997 przy okazji analizy siedmiu manuskryptów (trzech Godzinek, czterech kodeksów) znajdujących się w Fitzwillia Museum w Cambridge pod sygnaturą MS. 268. Większość iluminacji stylowo jest bliska stylowi flamandzkiego artysty Mistrza Modlitewnika Drezdeńskiego. Autorstwo iluminacji w dwóch manuskryptach Brinkmann przypisał innemu anonimowemu artyście nazwanemu umownie Mistrzem Fitzwilliam 268.  
Mistrz Fitzwilliam 268 prawdopodobnie oprócz współpracy z Mistrzem Modlitewnika, pracował z Simonem Marmionem i Willemem Vrelantem.